# Alfonso Quiñónez Molina
Alfonso Quiñónez Molina (11 de janeiro de 1874 - 22 de maio de 1950) foi presidente de El Salvador de 21 de dezembro de 1918 a 28 de fevereiro de 1919 e de 1 de março de 1923 a 28 de fevereiro de 1927.
Nasceu em Suchitoto, El Salvador; e foi casado com a irmã dos presidentes Carlos e Jorge Meléndez.